# Klaus Heuer (Jurist)
Klaus Heuer (* 26. Juni 1930 in Magdeburg; † 26. Dezember 2013) war ein deutscher Jurist.

## Leben und Wirken

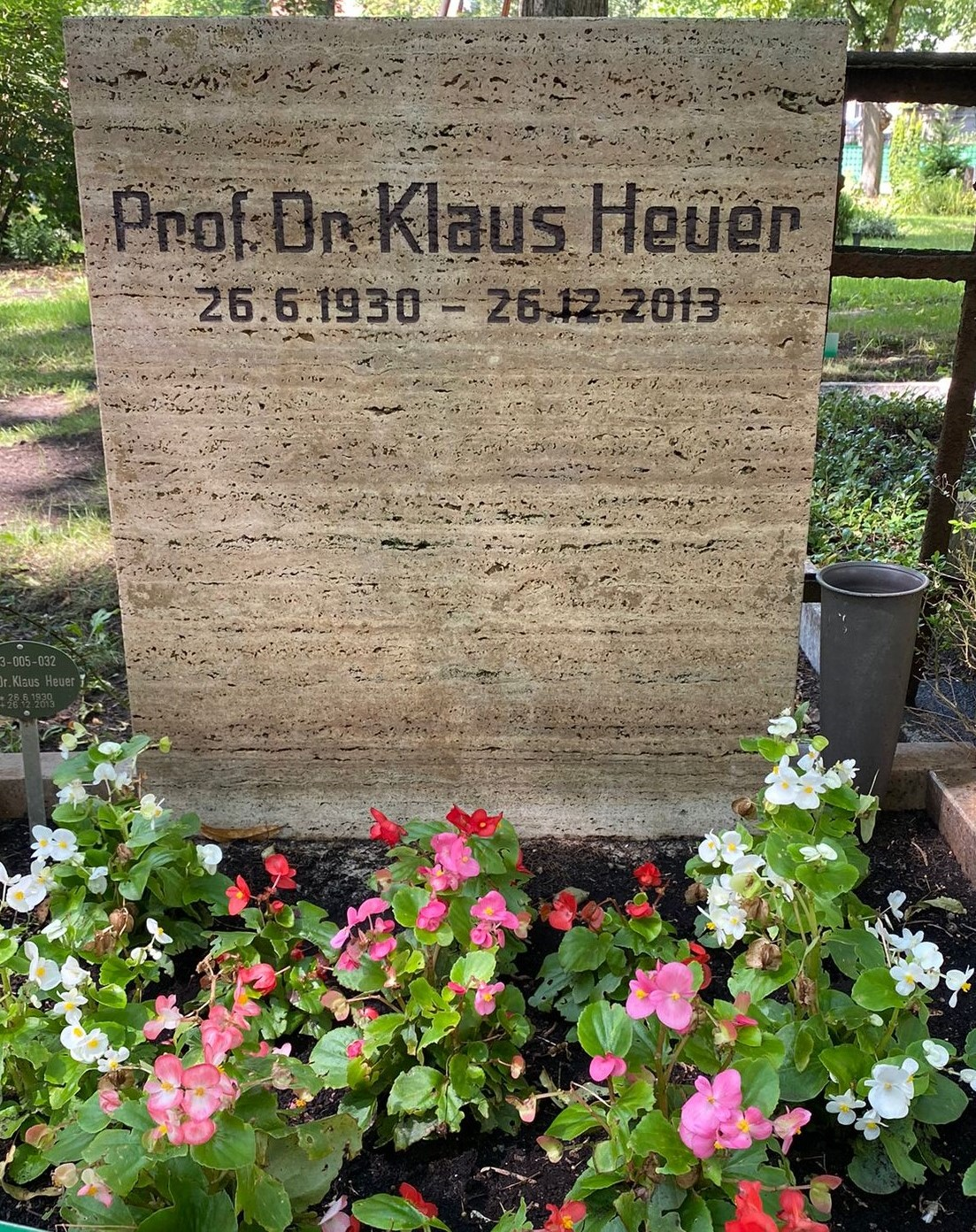
Grabstätte auf dem Friedhof der Laurentiusgemeinde

Er war der Sohn des promovierten Magdeburger Kommunalbeamten Harald Heuer und dessen Ehefrau Annie, geb. Geerk. Nach dem Schulabschluss studierte er, promovierte und habilitierte sich. Danach war er viele Jahre als Mitarbeiter im Zentralkomitee der SED tätig und publizierte u. a. zum LPG- und Bodenrecht in der DDR.
Klaus Heuer verstarb im Alter von 83 Jahren und fand seine letzte Ruhestätte auf dem Friedhof der Laurentiusgemeinde in Berlin-Köpenick.

## Schriften (Auswahl)
- (mit Helmut Richter): Das neue LPG-Recht. Berlin 1959.
- (mit Helmut Richter): Die Verwaltung und Leitung der LPG. Berlin 1960.
- (mit Helmut Richter): Die LPG-Mitgliedschaft. Berlin 1960.
- (mit Helmut Richter): Die Arbeit der Genossenschaftsbauern, ihre Organisation und Vergütung. Berlin 1960.
- Neues Vertragsrecht – Vervollkommnung des Wirtschaftsrechts. In: Neue Justiz 36 (1982), 6, Seite 245–248.
- Grundzüge des Bodenrechts der DDR 1949–1990, München 1991.
- Politische Vorgaben für das ZGB. In: Das Zivilgesetzbuch der DDR. Goldbach 1995, S. 18–22.